# Jan Krämer
Jan Krämer (* 1980 in Bonn) ist ein deutscher Professor für Wirtschaftsinformatik und seit Oktober 2014 Inhaber des Lehrstuhls für Wirtschaftsinformatik mit Schwerpunkt Internet- und Telekommunikationswirtschaft an der Universität Passau.

## Leben
Krämer war als Student Stipendiat der Studienstiftung des deutschen Volkes. Von 2000 bis 2005 absolvierte er ein Studium zum Diplom-Wirtschaftsingenieur an der Universität Karlsruhe (TH) nebst Auslandsstudium am Massachusetts Institute of Technology. Sein Studium schloss er mit seiner Diplomarbeit zum Thema Scheduling Independent Activities with Dedicated Resources mit Auszeichnung ab. Dem KIT blieb er danach als wissenschaftlicher Mitarbeiter am Institut für Wirtschaftstheorie und Operations Research und später am Institut für Informationswirtschaft und Marketing, sowie als Mitglied des interdisziplinären DFG-Graduiertenkollegs „Information Management und Market Engineering“ verbunden. Am KIT promovierte er 2007 mit Auszeichnung mit der Arbeit Service Bundling and Quality Competition on Converging Communications Markets: A Game-Theoretic Analysis. Er habilitierte 2013 zum Thema Tariffication, Prioritization and Regulation: Eight Essays on Telecommunications Markets und erhielt die Venia Legendi im Fachgebiet Betriebswirtschaftslehre. Danach war er in Karlsruhe als Privatdozent und Leiter der Nachwuchsforschergruppe Telecommunications Markets tätig.
Krämer erhielt 2013 den Nachwuchspreis des Verbandes für Hochschullehrer der Betriebswirtschaft. Er ist seit Oktober 2014 Professor für Wirtschaftsinformatik und Inhaber des Lehrstuhls Wirtschaftsinformatik mit Schwerpunkt Internet- und Telekommunikationswirtschaft an der Universität Passau. Den Lehrstuhl leitete er bereits seit April 2014 als Lehrstuhlvertreter. Er ist zudem Academic Co-Director des „Centre on Regulation in Europe“ (CERRE), einem Think Tank mit Sitz in Brüssel und Mitglied der „European AI Alliance“. Seit 2022 ist er der Sprecher des Graduiertenkollegs 2720 „Digital Platform Ecosystems“ an der Universität Passau, welches durch die Deutsche Forschungsgemeinschaft gefördert wird.
Er ist verheiratet und Vater zweier Kinder.

## Forschung
Krämers Forschung untersucht betriebswirtschaftliche, strategische und regulatorische Fragestellungen in Bezug auf Informations- und Kommunikationstechnologien, IKT-Unternehmen und IKT-Märkte—insbesondere solche mit Bezug zur Telekommunikations- und Internetökonomie. Dabei verfolgt er einen interdisziplinären Forschungsansatz, bei dem er sowohl theoretische als auch empirische Methoden Wirtschaftswissenschaften (vorrangig spieltheoretische Modellierung und ökonomische Laborexperimente) mit Elementen aus der Psychologie, Informatik oder Rechtswissenschaft verbindet. Seine aktuellen Forschungsinteressen liegen vor allem in der ökonomischen Regulierung von Internet- und Telekommunikationsmärkten sowie von digitalen Ökosystemen und datengetriebenen Geschäftsmodellen.
Krämer hat zahlreiche Artikel in renommierten Fachzeitschriften im Bereich der Wirtschaftsinformatik, des Marketings sowie der ökonomischen Regulierung publiziert, wie beispielsweise in Management Science, Information Systems Research, Journal of Retailing, Journal of Industrial Economics, Journal of Interactive Marketing, Business and Information Systems Engineering, International Journal of Electronic Commerce, Economics Letters, Environmental and Resource Economics, Review of Network Economics, Information Economics and Policy und Telecommunications Policy.
Er ist zudem Herausgeber und Autor mehrerer interdisziplinärer Bücher zur Regulierung von Telekommunikationsmärkten, Associate Editor der Zeitschrift Business and Information Systems Engineering, Mitglied des redaktionellen Beirats der Zeitschriften Review of Network Economics und Telecommunications Policy. Er war darüber hinaus Organisator und Editor zahlreicher akademischer Konferenzen und ist regelmäßig wissenschaftlicher Gutachter für eine Vielzahl von herausragenden Fachzeitschriften wie beispielsweise Information Systems Research, Management Science oder Management Information Systems Quarterly.
Krämers Forschung wird regelmäßig durch die Deutsche Forschungsgemeinschaft (DFG) sowie durch andere Drittmittelgeber und durch Industriekooperationen gefördert. Außerdem berät er regelmäßig führende Unternehmen in der Telekommunikations- und Internetbranche sowie Regulierungsbehörden, beispielsweise das Bundesministerium für Wirtschaft und Energie oder das Gremium Europäischer Regulierungsstellen für Elektronische Kommunikation (GEREK).

## Veröffentlichungen (Auswahl)
- Bundling Telecommunications Services: Competitive Strategies for Converging Markets. Universitätsverlag Karlsruhe, 2009, ISBN 978-3-86644-377-8.
- Tariffication, Prioritization and Regulation: Eight Essays on Telecommunications Markets. Habilitationsschrift, Karlsruher Institut für Technologie, 2013.